# Korsvikens naturreservat
Korsvikens naturreservat är ett naturreservat i Uddevalla kommun i Västra Götalands län.
Området är naturskyddat sedan 2019 och är 10 hektar stort. Reservatet ligger nordost om Uddevalla. Reservatet omfattar två områden på Ekegilsbergs norr och nordvästbranter. Det består hällmarkstallskog och barrnaturskog. 